# 羅斯托夫戰役 (1941年)

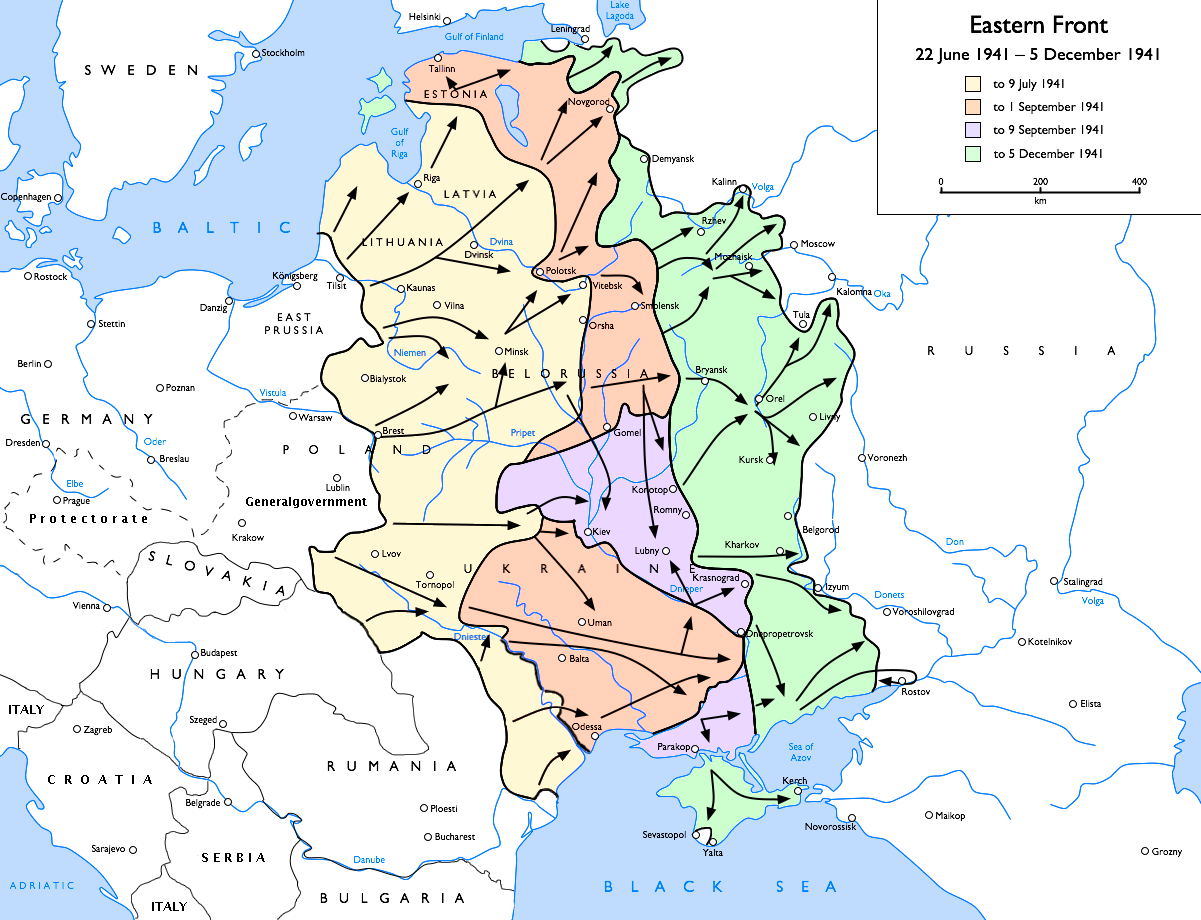
羅斯托夫戰役時蘇德戰爭形勢圖

這篇文章是有關由格特·馮·倫德施泰特率領的德國南方集團軍的亞速海進攻行動（開始於1941年9月12日），由雅科·切列維琴科指揮的蘇聯南方面軍之羅斯托夫防禦行動（1941年11月5日－1941年11月16日）和由蘇軍同一個方面軍實施的羅斯托夫進攻行動（1941年11月27日－1941年12月2日）。 
這些行動是第二次世界大戰德蘇戰爭南部戰線的組成部分，戰鬥在頓河畔羅斯托夫周圍進行。

## 背景
在1941年9月的基輔戰役取勝後，德國南方集團軍從第聶伯河向亞速海海岸推進，瓦尔特·馮·赖歇瑙指揮的德國第6軍團 攻佔卡爾可夫，由卡爾-海因利希·馮·史圖爾普納格指揮的德國第17軍團經波爾塔瓦向盧甘斯克推進，由埃里希·馮·曼施坦因率領的德國第11軍團進入克里米亞及在秋季控制整個半島（塞瓦斯托波爾除外，它在1942年7月3日被佔領）。
由保羅·路德維希·埃瓦爾德·馮·克萊斯特指揮的德國第1裝甲軍團從基輔出發及於10月在梅利托波爾包圍蘇軍，之後繼續沿亞速海海岸向東面位於頓河入口處、高加索的門戶羅斯托夫前進。

## 亞速海進攻行動
羅斯托夫是由歐根·里特爾·馮·舒伯特指揮的第11軍團的目標，然而他在一次事故中死亡，因他的菲澤勒Fi156聯絡偵察機在地雷區中降落。要替換他，步兵將領馮·曼施坦因奉命從列寧格勒地區前往極端南部地區，他還得到第4航空隊的支援。
這時第11軍團中的第54軍仍在克里米亞作戰，而羅馬尼亞軍隊仍然圍攻敖德薩，進攻羅斯托夫的陸軍兵力相對於撤退的蘇聯紅軍受到嚴重限制，因此馮·曼施坦因使用較少的第30軍和第49山地軍替代第54軍，並下令把第54軍作為第一梯隊向羅斯托夫前進。
9月下旬羅馬尼亞第3軍團聯同第11軍團進攻羅斯托夫，但在9月26日被蘇聯第9軍團及第18軍團的防御下伤亡惨重。迫使軍團停止前進以保障其側翼，另迫使馮·曼施坦因，使用唯一的機動後備單位，阿道夫·希特勒警衛旗隊旅掩護羅馬尼亞防線。

## 羅斯托夫防禦行動
蘇軍的反擊是作為頓巴斯－羅斯托夫戰略防禦行動的一部分（1941年9月29日－1941年11月16日）迫使第1裝甲軍團調動其部隊以便更好地應付蘇軍對該方向的羅馬尼亞部隊任何進一步的攻擊，也試圖對兩個蘇軍軍團進行包圍，這個行動在切爾尼戈夫地區獲得部分成功，第18軍團司令斯米爾諾夫中將於1941年10月5日－1941年10月10日嘗試突圍，這是被希特勒解讀為勝利，他宣稱：“亞速海的戰鬥是結束了”，在10月11日部隊甚至達到了目的地。作為一個紀念性的姿態，希特勒發布命令將阿道夫·希特勒警衛旗隊旅改為第1阿道夫·希特勒警衛旗隊師。 
德國第11軍團奉命回到克里米亞以突破皮裡柯普地峽。
當踏上通往羅斯托夫的道路及打開高加索的門戶後，希特勒發表了一份虛假的命令將第11軍團轉入第1裝甲軍團之下，並配屬準備不足的羅馬尼亞第3軍團、義大利阿爾卑斯軍及斯洛伐克機械化旅。
隨後軸心國部隊改組，由第3裝甲軍和第14裝甲軍帶頭，支援日前從克里米亞到達的第49山地軍。
到1941年10月17日德軍第14裝甲師渡過繆斯河和塔甘羅格被德軍攻佔，而山地軍進入史達林諾，迫使新成立的第12軍團進行新一輪的撤軍，但是蘇軍在這個階段比較幸運，因為秋季雨水已經開始，臭名昭著的大沼澤地就迫使第1裝甲軍團的前進速度只能以“公尺”來計算，這意味著德軍領頭的單位在11月中旬前沒法到達羅斯托夫郊區，同時亦與蘇軍已失去了接觸。
對羅斯托夫的攻擊開始於11月17日和德軍在11月21日攻佔羅斯托夫，然而德軍的防線被過度延長，馮·克萊斯特警告：他的左翼是脆弱的，而他的坦克在寒冷天氣下無法開動。

## 羅斯托夫攻勢行動
11月27日由安東·沃爾洛夫中將指揮的蘇軍第37軍團，作為羅斯托夫攻勢行動的一部分（1941年11月17日－1941年12月2日），向在北面的德軍第1裝甲軍團的矛頭發動反攻，將德軍趕出城外，阿道夫·希特勒命令收回撤退的命令，當格特·馮·倫德施泰特拒絕執行命令後，希特勒將他撤職，但撤退已不能阻止，第1裝甲軍團向米烏斯河的塔甘羅格撤退，這次是德軍在戰爭中第1次後退。

## 影響
需要攻佔和撤出羅斯托夫迫使國防軍陸軍總司令部通過希特勒的堅持把重點放在南方集團軍的進攻上，及為以後的史達林格勒戰役設置舞台。

## 在小說中的羅斯托夫戰役
斯圖爾特·米卡明斯基的文字中之波爾菲裡·彼得羅維奇·羅斯特尼可夫是一位在羅斯托夫的戰鬥中的年輕人。他拿出手榴彈擲向一輛德軍坦克及幸運地在一支德軍自動手槍射出的炮火爆裂中生存下來，但被嚴重炸傷。醫生救了他的腿，但腿部受重傷足以讓羅斯特尼可夫一瘸一拐的行走。

## 來源
- Haupt, Werner, Army Group South: The Wehrmacht in Russia 1941-1945, Schiffer Military History, Atglen, 1998